# 今井村 (長野県)
今井村（いまいむら）は1954年まで長野県に存在した村（1875年10月25日 - ）。1954年8月1日に昭和の大合併で松本市に編入された。

## 地理
- 河川:鎖川

## 歴史
- 1874年（明治7年）10月25日 - 筑摩県筑摩郡今井村・野口新田村・古池原新田村が合併して今井村となる。
- 1876年（明治9年）8月21日 - 長野県の所属となる。
- 1879年（明治12年）1月4日 - 郡区町村編制法の施行により、東筑摩郡の所属となる。
- 1889年（明治22年）4月1日 - 町村制の施行により、今井村が単独で自治体を形成。
- 1954年（昭和29年）8月1日 - 松本市に編入。同日今井村廃止。

## 行政
- 廃止時の村長：田中直美（1952年7月21日就任）

## 教育
- 今井村立今井小学校
- 今井村立今井中学校